# Школа компаса

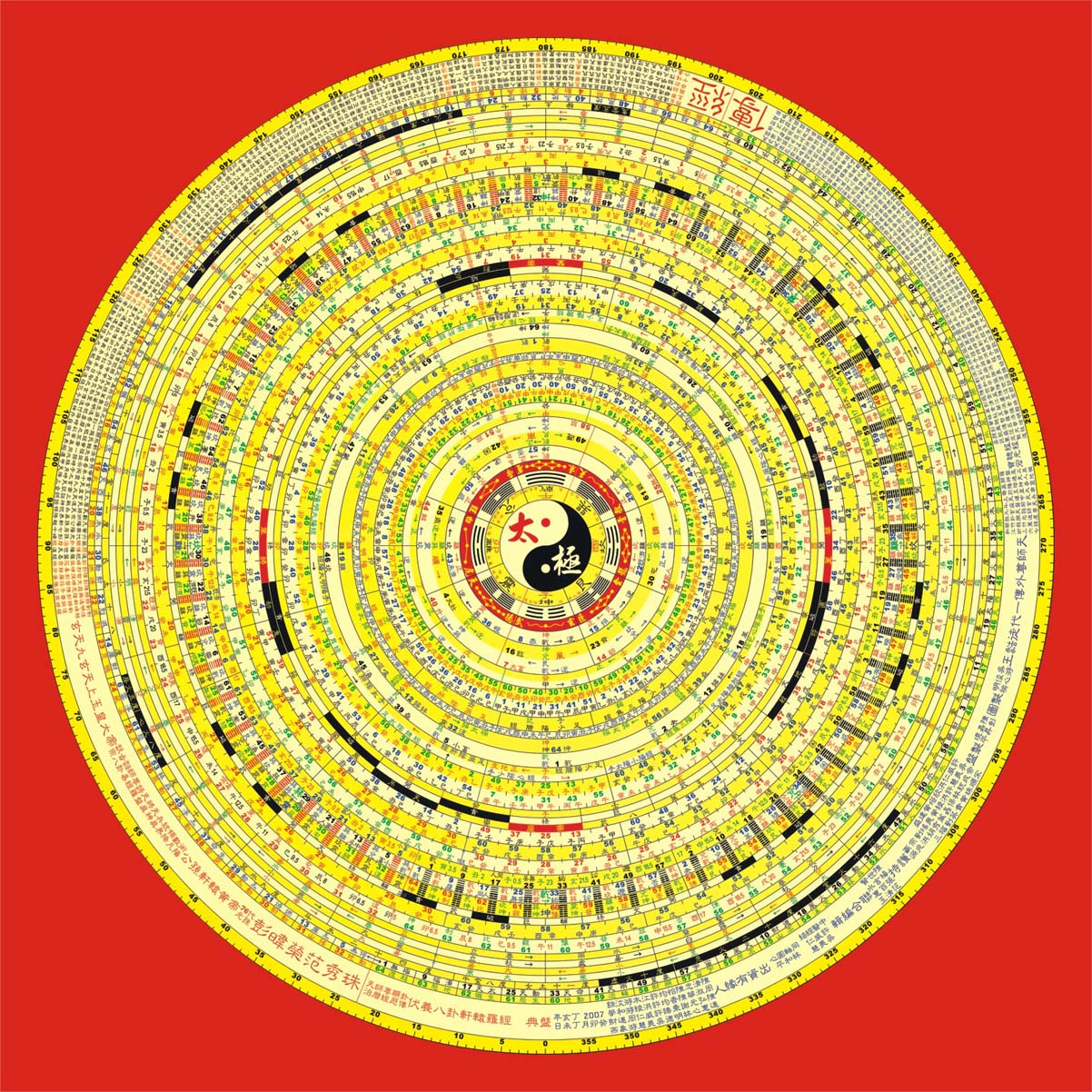

Школа компаса, или Школа луобань, — школа Фэн Шуй, подход которой основан в первую очередь на применении традиционного компаса луобань, имеющего до 64 колец. Сведения с этих колец используются для определения различных практических аспектов Фэн Шуй.

## Применение
Традиционное и наиболее частое применение в Китае, в том числе и в современном, «Школа компаса» имеет в погребальных обрядах для правильного определения места захоронения (считается, что человек, захороненный в неправильном с точки зрения Фэн Шуй месте, может вернуться в мир живых — обычно в свой родной дом — в виде призрака).
Ещё одно частое практическое применение этой школы связано с определением наиболее правильного места с точки зрения Фэн Шуй места для постройки строения на имеющемся участке.